# 东京丛林
《东京丛林》是一款生存动作游戏，由PlayStation C.A.M.P.和Crispy's共同开发，索尼电脑娱乐在PlayStation 3平台独占发行。游戏剧情发生在未来的日本，城市已成为猛兽占据的荒芜。《东京丛林》于2012年6月7日在日本发售，随后在北美、欧洲发售。除光盘介质之外，本游戏还以数字版形式，于9月25日在PlayStation Store开始销售。

## 游戏操作
《东京丛林》包含两大模式：故事模式和生存模式。
在故事模式中，玩家完成以不同动物为主题的任务来进行游戏。游戏的最后，玩家会探明人类消失的真相。博美犬在故事中是关键角色，此外还有梅花鹿、比格犬、土佐斗犬、斑鬣狗、狮子和两只类似AIBO的机器狗。
生存模式中，玩家操纵一种动物与其他动物搏斗，争取尽可能长的存活时间。《东京丛林》提供在线排名，玩家可以比较生存模式中取得的成绩。较小的动物以群体出现，玩家所在的群体与较大型的动物厮杀，只要玩家这方有一个成员存活到最后，即可取得胜利。
玩家在游戏中可以繁殖动物，让它们群体活动，这对某些食草动物有利，玩家即使选择较弱的动物，也未必会在厮杀中处于劣势。
游戏中共有50个品种、共80个类型的动物，包括博美犬、狮子、鳄鱼、老虎、长颈鹿、犀牛、猎豹、瞪羚、鸡、比格犬、雙脊龍、鬣狗、恐爪龍、梅花鹿等。随着游戏进行，新的可操控的动物会被解锁。
在PlayStation Store中，有其他动物作为付费下载内容可以购买，包括澳大利亚丝毛梗、剑齿虎、AIBO、北京猿人、白色和黑色的博美犬、猫、熊猫、鳄鱼、袋鼠、长颈鹿，甚至还有一个办公室职员。

## 游戏剧情

### 故事情节
二十一世纪的某个时期，人类灭绝，地球上只剩下动物存活。往昔繁华的东京已成为各种动物的栖息之所。而动物们都在厮杀求存。

### 角色

#### 肉食动物
- 博美犬
- 猫
- 比格犬
- 金毛
- 土佐斗犬
- 狼
- 狐狼
- 非洲狩猎犬
- 鬣狗
- 猎豹
- 熊
- 豹
- 北极熊
- 老虎
- 狮子
- 恐爪龙
- 双脊龙
- 澳大利亚丝毛㹴
- 鳄鱼
- 剑齿虎
- 北京猿人

#### 草食动物
- 鸡
- 兔
- 豪猪
- 黑猩猩
- 羚羊
- 猪
- 印度黑羚
- 羊
- 花鹿
- 野猪
- 山羊
- 纯种马
- 荷尔斯泰因牛
- 斑马
- 水牛
- 河马
- 鸵鸟
- 象
- 巨型恐鸟
- 猛犸象
- 袋鼠
- 长颈鹿
- 熊猫

#### 灾害时特别探查机
游戏中有一种类似AIBO的机器狗。
ERC-003
ERC-2000
ERC-X

#### 非玩家角色
鸽子
乌鸦
鹤
始祖鸟
無齒翼龍
北京猿人

## 评价
《东京丛林》在Metacritic获得了73/100的编辑评分。大部分媒体给出的评分在70分以上，Eurogamer认为本作品重现了怀旧游戏的一些特色，IGN认为本作品在现今属于个性之作。Gamespot则给出了50/100的低分，认为本作的画面、音效、操作都欠佳，打斗单调无聊。